# ملنا دگر
ملنا دگر (به انگلیسی: Malana Dagar) یک روستا در پاکستان است که در پنجاب واقع شده‌است. ملنا دگر ۱۸۷ متر بالاتر از سطح دریا واقع شده‌است.